# Rezervat životinja Dja
Rezervat životinja Dja je osnovan 1950. godine, a ima površinu od 5.260 km². On je 1987. godine upisan na UNESCO-ov popis mjesta svjetske baštine u Africi kao jedna od najvećih tropskih kišnih šuma u Africi velike bioraznolikosti i broja primata (14) koji tu obitavaju. Park je u potpunosti okružen tokom rijeke Dja (psim na jugozapadnom dijelu rezervata), a duljinom od 60 km njezinog južnog dijela uzdižu se visoke litice kroz koje Dja prolazi u brojnim slapovima i brzacima. U rezervatu obitava više od 1.500 vrsta poznatih biljaka, te 107 vrsta sisavaca i 320 vrsta ptica. Pet vrsta primata je jako ugroženo: zapadni nizijski gorila (Gorilla gorilla gorilla), čimpanze, mandril (Mandrillus sphinx), dril (Mandrillus leucophaeus) i bjelovrati mangabej (Cercocebus atys).
Ugroženi primati u Rezervatu životinja Dja:
- Zapadni nizijski gorila
- čimpanze
- Bjelovrati mangabej
- Mandril
- Dril

## Vanjske poveznice
|  | Zajednički poslužitelj ima još gradiva o temi Rezervat životinja Dja |